# Сливница (община)
Сливница (болг. Община Сливница) — община в Болгарии. Входит в состав Софийской области. Население составляет 9590 человек (на 03.08.2007 г.).
Административный центр общины в городе Сливница. Кмет общины Сливница — Георги Сеферинов Георгиев по результатам выборов 2007 года в правление общины.
Община Сливница расположена на юго-западе Болгарии, её площадь 187,4 км². Общину пересекает железнодорожная линия София — Белград и автотрасса E 80 София — Драгоман — Димитровград (Сербия) — Белград.
Климат умеренно континентальный со среднегодовой температурой от 10 до 12 °C. Рельеф имеет равнинно-холмистый характер, средняя высота над уровнем моря — 716,6 м.

## Состав общины
В состав общины входят следующие населённые пункты:
1. Алдомировци
2. Бахалин
3. Братушково
4. Бырложница
5. Гургулят
6. Гылыбовци
7. Драготинци
8. Извор
9. Пиштане
10. Повалирыж
11. Радуловци
12. Ракита
13. Сливница